# 戈希
戈希（法語：Gauchy，法語發音：[ɡoʃi]）是法国上法蘭西大區埃纳省的一个市镇，位于该省西北部，聖康坦市区以南，也是圣康坦城市公共社区的一部分，属于圣康坦区。戈希是圣康坦的主要卫星城之一，境内有大型的商业购物中心，另有多条公交线路经过境内。

## 地理
戈希（49°49'31"N, 3°17'8"E）面积6.24 平方千米，位于法国上法蘭西大區埃纳省，该省份为法国北部内陆省份，北起北部省，西接索姆省和瓦兹省，东临阿登省和马恩省，西南至塞纳-马恩省，东北部与比利时接壤。
与戈希接壤的市镇（或旧市镇、城区）包括：格吕日、讷维尔圣阿芒、聖康坦、于尔维莱尔。

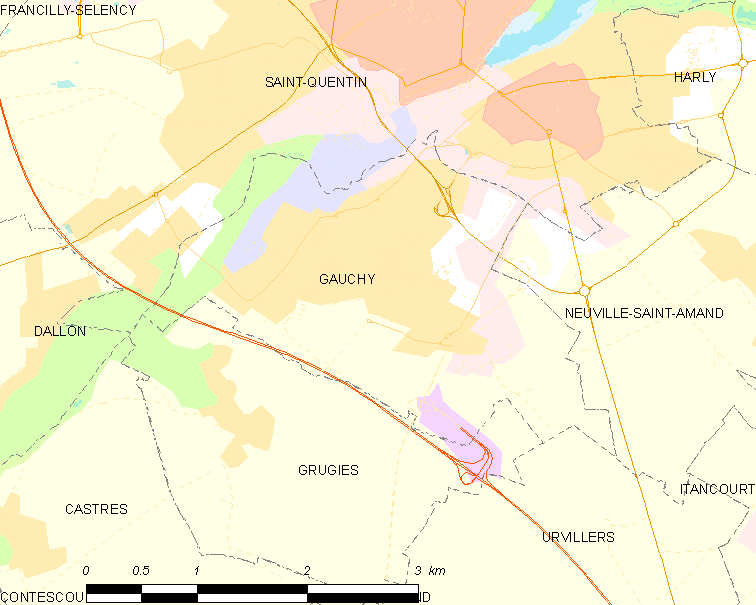
戈希的OSM定位图

戈希的时区为UTC+01:00、UTC+02:00（夏令时）。

## 行政
戈希的邮政编码为02430，INSEE市镇编码为02340。

## 政治
戈希所属的省级选区为圣康坦第三县。

## 人口

1962-2008年间戈希人口变化图示

戈希于2022年1月1日时的人口数量为5197人。